# Río Mayuyana
Río Mayuyana är ett periodiskt vattendrag i Argentina.   Det ligger i provinsen La Rioja, i den nordvästra delen av landet, 1 100 km nordväst om huvudstaden Buenos Aires.
Omgivningarna runt Río Mayuyana är i huvudsak ett öppet busklandskap. Trakten runt Río Mayuyana är nära nog obefolkad, med mindre än två invånare per kvadratkilometer.